# Asprenas sarasini
Asprenas sarasini är en insektsart som beskrevs av Carl 1915. Asprenas sarasini ingår i släktet Asprenas och familjen Phasmatidae. Inga underarter finns listade.